# Peter Gibson
Peter Gibson – australijski lekarz, profesor gastroenterologii na Alfred University i Monash University.

## Życiorys
Ukończył studia na Monash University i rozpoczął staż jako gastroenterolog w Alfred Hospital w Melbourne i John Radcliffe Hospital w Oksfordzie. W 1985 roku obronił na Monash University doktorat poświęcony immunologii śluzówki w zapaleniu jelita. Przez trzy lata pracował w Australian National University, a następnie w Royal Melbourne Hospital przy University of Melbourne. Sprawował także funkcję prezydenta Towarzystwa Gastroenterologicznego Australii.
W 2011 roku Gibson opublikował wyniki podwójnie ślepych, randomizowanych badań, z których wynikało, że gluten zwiększa prawdopodobieństwo zapadalności na schorzenia gastroenterologiczne u pacjentów niechorujących na celiakię, a sama niezwiązana z celiakią wrażliwość na gluten (NCGS) jest bardzo powszechna. Po krytyce jego pracy, w 2013 r. opublikował wynik swoich kolejnych badań, w których sam odwołał swoje poprzednie wnioski dotyczące wpływu glutenu na zapadalność na schorzenia gastroenterologiczne.